# Judi Brown
Judith Lynne »Judi« Brown Clarke (poročena King), ameriška atletinja, * 14. julij 1961, Milwaukee, ZDA.
Nastopila je na poletnih olimpijskih igrah leta 1984 in osvojila srebrno medaljo v teku na 400 m z ovirami. Na panameriških igrah je osvojila zlati medalji v isti disciplini v letih 1983 in 1987.